# Aleksandr Monin
Aleksandr Monin (n. 19 decembrie 1954, Budapesta, Republica Populară Ungară – d. 27 august 2010, Moscova, Rusia) a fost un interpret vocal sovietic și rus, cunoscut mai ales ca vocalist în grupul rock „Kruiz”.

## Single, LP, CD, DVD
- Молодые голоса (миньон, 3 песни), 1979 г., «Фирма Мелодия» ,1980 г., LP.
- Круиз. «Крутится волчок», 1981 г., MOROZ Records, 1996 г., CD, MC.
- Круиз. «Послушай человек», 1982 г., MOROZ Records, 1996 г., CD, MC.
- Круиз. «Путешествие на воздушном шаре», 1983 г. MOROZ Records 1996 г. CD, MC.
- Круиз. P.S. «Продолжение следует…», 1984 г., MOROZ Records 1996 г., CD, MC.
- Круиз. «Волчок» (миньон, 3 песни), запись 1982, 1983 гг., Фирма «Мелодия», 1985 г., LP

ș.a.